# 1844년 미국 하원의원 선거
1844년 미국 하원의원 선거는 1844년 미국에서 치러진 하원의원 선거로, 같은 해 치러진 대선에서 민주당 제임스 포크후보의 승리에 힘입어 민주당이 과반을 차지하지만 의석수는 감소한다. '반이민'과 '반가톨릭'을 내세운 미국당이 6석을 차지했다.

## 선거 결과
| 정당   | 의석수 |
| ------ | ------ |
| 민주당 | 142석  |
| 휘그당 | 79석   |
| 미국당 | 6석    |
| 합계   | 227석  |